# Pilounovití
Pilounovití (Pristidae) jsou čeleď paryb, uváděná buďto jako zástupce řádu rejnoků Rajiformes, anebo užšího řádu pilounů Rhinopristiformes. Zahrnuje pouze dva žijící rody, přičemž rod Pristis tvoří čtyři druhy (v některých databázích se uvádí šest druhů), zatímco rod Anoxypristis zahrnuje pouze jediný druh piloun indický (Anoxypristis cuspidata). Řadu dalších pilounovitých zastupují fosilní nálezy sahající až do eocénu, včetně vyhynulého rodu Propristis.
Jde o velké paryby dosahující délky těla i více než 6 metrů. Tělem připomínají žraloka spíše než rejnoka, mají zploštělou hlavu, dvě výrazné hřbetní ploutve a zejména nápadně protažený rypec. Ten je po obou stranách vyzbrojen zuby uloženými v hlubokých jamkách, piloun mnohozubý jich má více než tři desítky. Celková délka rypce může činit až 2 m. Od podobných, byť nepříbuzných pilonosovitých (Pristiophoridae) lze pilounovité rozlišit nepřítomností vousků, tím, že jejich zuby jsou stejně velké a ještě žaberními štěrbinami na spodní straně těla.
Pilounovití mají cirkumtropické rozšíření, vyskytují se jak v Atlantském oceánu, tak v Indo-Pacifiku. Všechny druhy žijí v pobřežních vodách a zároveň se často vydávají do ústí řek a odtud zpět po proudu. Tolerantní vůči sladké vodě bývají zejména starší zvířata. Pilounovití se živí rybami a bezobratlými. K lovu využívají svůj rypec, kterým útočí na hejnové ryby, anebo vyhrabávají potravu ze dna. Mohou se jím také bránit proti případným útočníkům, člověku však běžně nebývají nebezpeční. Všechny druhy jsou vejcoživorodé.
Pilouni jsou loveni pro maso, pro sport a stávají se i vedlejšími úlovky. Lovecký tlak a ztráta stanovišť zapříčinily, že roku 2024 byli všichni zástupci čeledi pilounovitých zařazeni mezi kriticky ohrožené druhy. Úbytek populací činí až 80 % během tří generací.